# Spider Fighter
Spider Fighter ist ein Fixed-Shooter-Videospiel, das von Larry Miller für das Atari 2600 entwickelt und 1982 von Activision veröffentlicht wurde. Ein Jahr später schrieb er mit Enduro ein erfolgreicheres Spiel für selbige Konsole.

## Spielprinzip
In jedem Level muss der Spieler drei Obststücke beschützen. Der Blaster des Spielers bewegt sich am unteren Rand des Bildschirms nach links und rechts während man nach oben auf vier Arten von Angreifern feuert. In jedem Level gibt es eine bestimmte Anzahl von "Masternestern", d. h. Feinde, die sich ein Stück Obst schnappen und es von der linken Seite des Bildschirms wegziehen können. Ein Nest lässt die Frucht fallen, wenn es getroffen wird. Das Spiel endet, wenn alle Früchte gestohlen oder alle Blasters des Spielers zerstört wurden. Die Art der Früchte variiert von Level zu Level: Es gibt Trauben, Erdbeeren, Orangen und Bananen.
Auch besteht die Möglichkeit, die Schüsse nach dem Abfeuern horizontal mit dem Blaster zu bewegen, so dass sie gelenkt werden können.
Zum Zeitpunkt der Veröffentlichung konnte der Spieler einen Patch für die "Spider Fighters" von Activision bekommen, indem er ein Foto des Fernsehbildschirms macht, welcher eine Punktzahl von 40.000 oder mehr Punkten zeigte.

## Rezeption
Das US-amerikanische Computerspielmagazin Electronic Fun with Computers & Games bewertete das Spiel mit 3 von insgesamt 4 möglichen Joysticks im Mai 1983.